# 青山操
青山 操（あおやま みさお）は、大都技研のパチスロ『押忍!番長』シリーズなどに登場する架空の人物。本人名義でCDも発売されている。

## 特徴

### キャラクター
私立轟高等学校に通う女子高生でありミュージシャン。『押忍!番長』シリーズにおけるヒロインが主要な役回りであり、同シリーズの主人公である轟金剛の幼馴染。実家は日の出商店街のバイク屋。
初登場は『押忍!番長』（2005年）。性格は「一途で才色兼備、恋愛については奥手」。自称「みんなのアイドル」であるが、実際に学園祭のステージは必ず満員なのでこの発言はそれなりに根拠があると言える。イメージカラーはピンク。趣味は読書・料理。特技は歌・ダンス・ボクシング。好きなものはプリクラ・カラオケ。嫌いなものは雷。

### 外見
茶髪のロングヘアを真上に向けてバレッタで纏めた独特の髪型をした女子高生。服装のデザインは初出から一貫してセーラー服かつミニスカであるが、細部は作品ごとに若干の変化がある。例えばバレッタの形状、靴下は基本的にルーズソックスであるが、『押忍!操』では紺ハイとなっている、などである。さらに『押忍!〜』シリーズの出演作品ごとに絵師が毎回変わっているため全体の印象も実は一定していない。
パチスロの登場キャラクターとして、セーラー服装備およびルーズソックス装備はともに青山操が初の存在だそうである。

## 出演作品

### パチスロ
下記に示すように、基本的にプレミア担当になることが多い。
- 押忍!番長（2005年）
  - 操BIG。
  - プレミア担当。
- シェイクII（2007年）
  - 会場に操出演（プレミア）。
- 押忍!操（2010年）
  - 『押忍!番長』シリーズ初のスピンオフ機である[14]。主役に抜擢された[15]が、同時にプレミア担当ではなくなったため、対戦演出ではよく負けるようになっている。
  - 新曲が4曲追加された[16]。
- 政宗（2011年8月）
  - 操が唐突に出現しキメ台詞「私の歴史にまた1ページ」（プレミア）。
- 押忍!番長2（2011年10月）
  - 番長ボーナス-操。
  - プレミア担当。
- クレアの秘宝伝〜はじまりの扉と太陽の石〜（2012年9月）
  - お宝の発見が目的のジャングルステージにて、お宝の代わりに操を発見する（プレミア）。
  - お宝BBにて操の歌う楽曲が3曲採用されている[17]。
- 秘宝伝〜太陽を求める者達〜（2012年12月）
  - 高確率中にコレットが頭部を発見（プレミア）。
  - ステップアップ演出に忍魂の楓や シェイクIIのNadja（ナディア）らと共演（プレミア）。
- 押忍!サラリーマン番長（2014年3月）
  - 番長シリーズの後継機だが操は本編には登場しない。
  - AT中の一定条件で発生する「プレミアエンディング」に登場している。
- 押忍!番長3（2017年4月）
  - 番長ボーナス-操。親友の牡丹がバックダンサーを務めている。
  - プレミア担当。ボーナス確定時やART中のストック確定時等にも登場。
- 盗忍!剛衛門（2017年9月）
  - ART中の一定条件で発生する「プレミアエンディング」に登場している。
- 押忍!番長A（2018年4月）
  - 番長ボーナス-操。
  - プレミア担当。
- HEY!鏡（2018年10月）
  - 慶志郎チャンス(AT)-操。
- 押忍!サラリーマン番長2（2020年4月）
  - 番長ボーナス-操BB
  - 高校卒業後もミュージシャンとしての活動を続けている様子。サラリーマンとなった轟金剛が聴いているラジオのMCも務めている。
- アオハル♪操A-LIVE  (2024年6月)

### ゲーム
上記パチスロのシミュレータに出演している。

### アニメ
『押忍!番長』のアニメに出演。以前『大都吉宗CITY』で公開されていた。

## 音楽CD

### シングルCD
- Distance 〜In Your Love〜

### コンピレーション・アルバム、サントラなど
- 押忍!番長 サウンドトラック
- 押忍!番長 トドロキミックス
- 押忍!操 サウンドトラック
- SOUND TRACK 押忍!番長2
- 姫トラ などその他多数[18]

## 参考サイト
- 株式会社大都技研
- パチスロ業界初まとめ[19]。